# リー・ジャンセン
リー・ジャンセン（Lee Janzen, 1964年8月28日 - ）は、アメリカ・ミネソタ州オースティン出身の男子プロゴルファー。1993年と1998年の2度、全米オープンゴルフで優勝した選手である。これまでにアメリカPGAツアーで8勝を挙げているが、現時点では1998年全米オープンを最後にツアーの優勝から遠ざかっている。身長183cm、体重79kg。
ジャンセンはミネソタ州オースティンで生まれ、少年時代はメリーランド州ボルチモアで野球のリトルリーグ選手をしていたが、フロリダ州への引っ越しを契機に14歳でゴルフに専念するようになった。フロリダ・サザンカレッジでマーケティングを専攻した後、1986年にプロ入り。1989年度のPGAツアー「クオリファイイング・トーナメント」（シード権獲得のための資格試験）に10位で合格し、1990年からツアーのメンバーになる。1992年2月の「ノーザン・テレコム・オープン」でツアー初優勝。1993年の全米オープンは、ニュージャージー州ユニオン郡スプリングフィールドにあるバルタスロールゴルフクラブ（パー70）で開かれた。ジャンセンは4日間とも60台のスコアで回り、通算 8 アンダーパー（-8, 67＋67＋69＋69＝272ストローク）でゴルフメジャー大会初優勝を達成した。この優勝では、2位のペイン・スチュワートに2打差をつけた。
全米オープン初優勝の翌年、ジャンセンは1994年の中日クラウンズで来日した。6月の「ビュイック・クラシック」で優勝するが、大会前年度優勝者として臨んだ全米オープンは予選落ちに終わってしまう。彼は1995年にプレーヤーズ選手権を含むツアー年間3勝を記録し、賞金ランキングで自己最高の3位に入った。その後1996年と1997年の2年間はツアー優勝がなかった。
1998年の全米オープンは、カリフォルニア州サンマテオ郡デーリーシティにある「オリンピック・クラブ」の「レイク・コース」（The Lake Course, “湖コース”の意、パー70）で開かれた。第3ラウンドの終了時点で、ジャンセンは首位のペイン・スチュワートに5打差をつけられていたが、最終日に68（2アンダー）のスコアを出し、74（4オーバー）で崩れたスチュワートを逆転した。ジャンセンの最終スコアはイーブンパー（E, 73＋66＋73＋68＝280ストローク）で、スチュワートに1打差をつけて優勝した。こうしてジャンセンは再びスチュワートを破り、5年ぶり2度目の全米オープン優勝を飾ったが、現時点ではこれを最後にツアーの優勝から遠ざかっている。その後はツアーで何度かの優勝争いに敗れ、2005年以後はツアーの賞金ランキングで125位以内（次年度のシード権を確保できる位置）に入れない低迷状態が続いている。

## ツアー優勝歴 (9)

### PGAツアー (8)
| Legend           |
| メジャー大会 (2) |
| その他 (6)       |

| No. | Date         | 大会                                 | 優勝スコア      | パー | 2位との差 | 2位                    |
| --- | ------------ | ------------------------------------ | --------------- | ---- | --------- | ---------------------- |
| 1   | Feb 16, 1992 | ノーザン・テレコム・オープン         | 71-67-67-65=270 | −18  | 1打差     | ビル・ブリットン       |
| 2   | Jan 31, 1993 | フェニックス・オープン               | 67-65-73-68=273 | −11  | 2打差     | アンドリュー・マギー   |
| 3   | Jun 20, 1993 | 全米オープン                         | 67-67-69-69=272 | −8   | 2打差     | ペイン・スチュワート   |
| 4   | Jun 12, 1994 | ビュイック・クラシック               | 69-69-64-66=268 | −16  | 3打差     | アーニー・エルス       |
| 5   | Mar 26, 1995 | ザ・プレーヤーズ・チャンピオンシップ | 69-74-69-71=283 | −5   | 1打差     | ベルンハルト・ランガー |
| 6   | Jun 11, 1995 | ケンパー・オープン                   | 68-69-68-67=272 | −12  | Playoff   | コリー・ペイビン       |
| 7   | Aug 20, 1995 | スプリント・インターナショナル       | 10-9-6-9=34     | 34点 | 1点       | アーニー・エルス       |
| 8   | Jun 21, 1998 | 全米オープン                         | 73-66-73-68=280 | Even | 1打差     | ペイン・スチュワート   |

### その他 (1)
- 2002 フランクリン・テンプルトン・シュートアウト (ロッコ・ミーディエートとともに)